# Eudokia Balšić
Eudokia Balšić († po roce 1428) byla šlechtična z knížectví Zeta a manželka Esau de' Buondelmontiho, despoty z Ioánniny.

## Život
Eudokia Balšić byla dcerou Đurađa I. Balšiće, knížete Zety, a Teodory Dejanović, dcery Dejana, despoty z Kumanova. Okolo roku 1402 se Esau de' Buondelmonti, despota z Ioanniny, rozvedl se svou druhou manželkou Irenou Spatou a oženil se s Eudokií. V roce 1411 se jim narodil syn Giorgio. Eudokia se snažila jménem svého syna ovládnout Ioanninu, mezi ostatními šlechtici však byla velmi neoblíbená. Když se chtěla oženit se srbským šlechticem, byla vyhnána z města.
Po vyhoštění z města se uchýlila ke dvoru Gjona Zenebishe, knížete z Gjirokastëru. Poté se vydala do Ragusy, kde se svým synem Giorgiem žila až do své smrti po roce 1428.